# Juliet
Juliet Capulet (tiếng Ý: Giulietta Capuleti) là một nhân vật chính trong tác phẩm Romeo và Juliet, một vở kịch được viết bởi nhà văn người Anh William Shakespeare. Cô được hư cấu dựa trên một nhân vật có thật từng xảy ra ở Ý thời Trung Cổ. Cô có một tình yêu lãng mạn với anh chàng Romeo nhưng đã có một kết cục bi đát trong tình yêu khi phải chấp nhận cái chết để xóa bỏ sự hận thù của gia đình hai người. Trong tác phẩm, cô được xây dựng là một cô bé chưa biết mùi đời và lớn lên trong một gia đình nghiêm khắc. Người gần gũi nhất với cô là vú nuôi, người đã nuôi cô khôn lớn.

## Câu chuyện
Juliet - người con gái nhà Capulet đã yêu say đắm Romeo - con trai nhà Montague ngay từ cái nhìn đầu tiên tại buổi dạ tiệc tổ chức tại nhà Capulet. Cô cùng anh chàng này đã đến nhà thờ và nhờ tu sĩ Laurence bí mật làm lễ cưới. Nhưng trải qua biến cố lớn lao, Juliet bị cha mẹ ép gả cho bá tước Paris. Juliet cầu cứu sự giúp đỡ của tu sĩ Laurence. Tu sĩ cho nàng uống một liều thuốc ngủ, uống vào sẽ như người đã chết, thuốc có tác dụng trong vòng 48 tiếng. Tu sĩ sẽ báo cho Romeo đến hầm mộ cứu nàng trốn khỏi thành Verona.
Đám cưới giữa Juliet và Paris trở thành đám tang. Xác Juliet được đưa xuống hầm mộ. Tu sĩ chưa kịp báo cho Romeo thì từ chỗ bị lưu đày, nghe tin Juliet chết, Romeo đau đớn trốn về Verona. Trên đường về chàng kịp mua một liều thuốc cực độc dành cho mình. Tại nghĩa địa, gặp Paris đến viếng Juliet, Romeo tự đâm chết mình rồi uống thuốc độc tự tử theo người mình yêu. Romeo vừa gục xuống thì thuốc của Juliet hết hiệu nghiệm.
Juliet tỉnh dậy và nhìn thấy xác Romeo bên cạnh và trở nên tuyệt vọng, nàng bèn rút dao tự vẫn.